# Barrage de Dumluca
Le barrage de Dumluca est un barrage en Turquie dans le district de Derik de la province de Mardin.

## Sources
- (en) www.dsi.gov.tr/tricold/dumluca.htm Site de l'agence gouvernementale turque des travaux hydrauliques